# صلاح الجزولي
صلاح إبراهيم حسن الجزولي (14 سبتمبر 1985 - ) هو لاعب كرة قدم سوداني. يلعب حالياً كمهاجم في نادي الدفاع الجوي في دوري الدرجة الأولى بولاية الخرطوم.
لعب مع المنتخب الوطني السوداني 17 مباراة وسجل 8 أهداف. كما شارك معه في تصفيات كأس العالم 2014.

## الإنجازات

### الهلال
- الدوري السوداني الممتاز (2): 2014، 2016.
- كأس السودان (1): 2016.

## الأهداف الدولية
| #    | التاريخ        | المكان               | الخصم        | الهدف | النتيجة | المنافسة                        |
| ---- | -------------- | -------------------- | ------------ | ----- | ------- | ------------------------------- |
| 1.   | 15 يونيو 2013  | ندولا، زامبيا        | زامبيا       | 1–1   | 1–1     | تصفيات كأس العالم 2014          |
| 2.3. | 29 نوفمبر 2013 | ماتشاكوس، كينيا      | إرتريا       | 2–0   | 3–0     | كأس سيكافا 2013                 |
| 4.   | 2 ديسمبر 2013  | ماتشاكوس، كينيا      | رواندا       | 1–0   | 1–0     | كأس سيكافا 2013                 |
| 5.   | 8 ديسمبر 2013  | ماتشاكوس، كينيا      | إثيوبيا      | 1–0   | 2–0     | كأس سيكافا 2013                 |
| 6.   | 10 ديسمبر 2013 | ماتشاكوس، كينيا      | زامبيا       | 1–2   | 1–2     | كأس سيكافا 2013                 |
| 7.   | 15 أكتوبر 2014 | أبوجا، نيجيريا       | نيجيريا      | 1–1   | 1–3     | تصفيات كأس الأمم الإفريقية 2015 |
| 8.   | 15 نوفمبر 2014 | ديربان، جنوب أفريقيا | جنوب إفريقيا | 1–2   | 1–2     | تصفيات كأس الأمم الإفريقية 2015 |

## وصلات خارجية
- صلاح الجزولي على موقع الاتحاد الدولي (مؤرشف)  (الإنجليزية)
- صلاح الجزولي على موقع ناشيونال فوتبول تيمز (الإنجليزية)